# Georges Speicher
Georges Speicher (Parijs, 8 juni 1907 - Maisons-Laffitte, 24 januari 1978) was een Frans wielrenner. In 1933 werd hij in Montlhéry in eigen land als eerste Fransman ooit Wereldkampioen wielrennen hoewel hij die dag ziek aan de start verscheen. Toch won hij het WK makkelijk met vijf minuten voorsprong op Antonin Magne en Marinus Valentijn. Eerder dat jaar won hij ook al de Ronde van Frankrijk. Daarnaast won hij ook nog Parijs-Roubaix in 1936 (hoewel de Belg Romain Maes als eerste over de streep was gereden) en werd hij driemaal Frans kampioen op de weg.

## Belangrijkste overwinningen

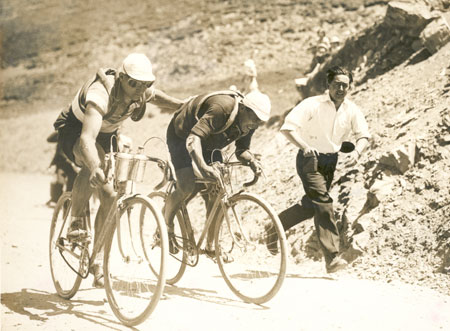
Speicher helpt André Leducq, 1933

1931
Paris-Arras
1e, 2e, 5e en 7e etappe Tour de l'Ouest
1932
6e en 7e etappe Tour de l'Ouest
3e etappe Grand Prix Wolber
1933
4e etappe Parijs-Nice
Ronde van de Vaucluse
8e, 9e en 12e etappe Ronde van Frankrijk
 Eindklassement Ronde van Frankrijk
 Wereldkampioen wielrennen op de weg, Elite
1934
1e, 5e, 6e, 13e en 20e etappe Ronde van Frankrijk
1935
 Frans kampioen op de weg, Elite
13e etappe deel B Ronde van Frankrijk (individuele tijdrit)
Parijs-Rennes
6e etappe Parijs-Nice
1936
Parijs-Roubaix
1937
 Frans kampioen op de weg, Elite
1939
 Frans kampioen op de weg, Elite

## Resultaten in voornaamste wedstrijden
| Jaar | Ronde van Italië | Ronde van Frankrijk | Ronde van Spanje |
| ---- | ---------------- | ------------------- | ---------------- |
| 1932 |                  | 10e                 |                  |
| 1933 |                  | ↑ (3)               |                  |
| 1934 |                  | 11e (5)             |                  |
| 1935 |                  | 6e (1)              |                  |
| 1936 |                  | opgave              |                  |
| 1937 |                  | opgave              |                  |
| 1938 |                  | uitgesloten         |                  |
| 1939 |                  |                     |                  |

| Jaar | Parijs-Roubaix |  | WK op de weg |
| ---- | -------------- |  | ------------ |
| 1932 |                |  |              |
| 1933 | 17e            |  | ↑            |
| 1934 | 17e            |  |              |
| 1935 |                |  |              |
| 1936 | ↑              |  |              |
| 1937 | 10e            |  | 5e           |
| 1938 |                |  |              |
| 1939 | 15e            |  |              |